# IF Hellton
IF Hellton är en handbollsklubb från Karlstad i Värmlands län. Klubben bildades 1933 och bedrev då fotboll, bandy, handboll, friidrott och bordtennis. 1946 skapades en damsektion inom handbollsdelen och 1947 bestämde klubben sig för att enbart ägna sig åt handboll. Damlaget i handboll har skördat de största framgångarna i klubben. Hellton har fostrat flera landslagsspelare. Främst Ann-Sofie Johansson med 62 landskamper men också Britt Olofsson, Birgitta Gustafsson och Maud Hedström.

## Historia
Starten för föreningen skedde 1933 på ett café i stadsdelen Haga i Karlstad. Sitt nuvarande namn fick föreningen genom en namntävling som anordnades 1937 efter tidigare stridigheter. Namnet skulle börja på "H" eftersom föreningen hade tröjor märkta med bokstäverna "HIF". Namnet blev Idrottsföreningen Hellton. 
I september 2011 uppmärksammades klubben för att två spelare i damlaget hotades i matchen mot Bodens IF på hemmaplan i Allsvenskan.
2015 kom IF Hellton på kvalplats till elitserien i damhandboll. I kvalet mötte man Skånela och Hellton vann med 2-0 i matcher. Efter serien på våren 2016 fick Hellton kvalspela för att hålla sig kvar i elitserien. Motståndare blev OV Helsingborg. Hellton vann kvalet. I matchen tog Helltons veteran Linda Johansson farväl av klubben och handbollen.